# Monastero di Doksany

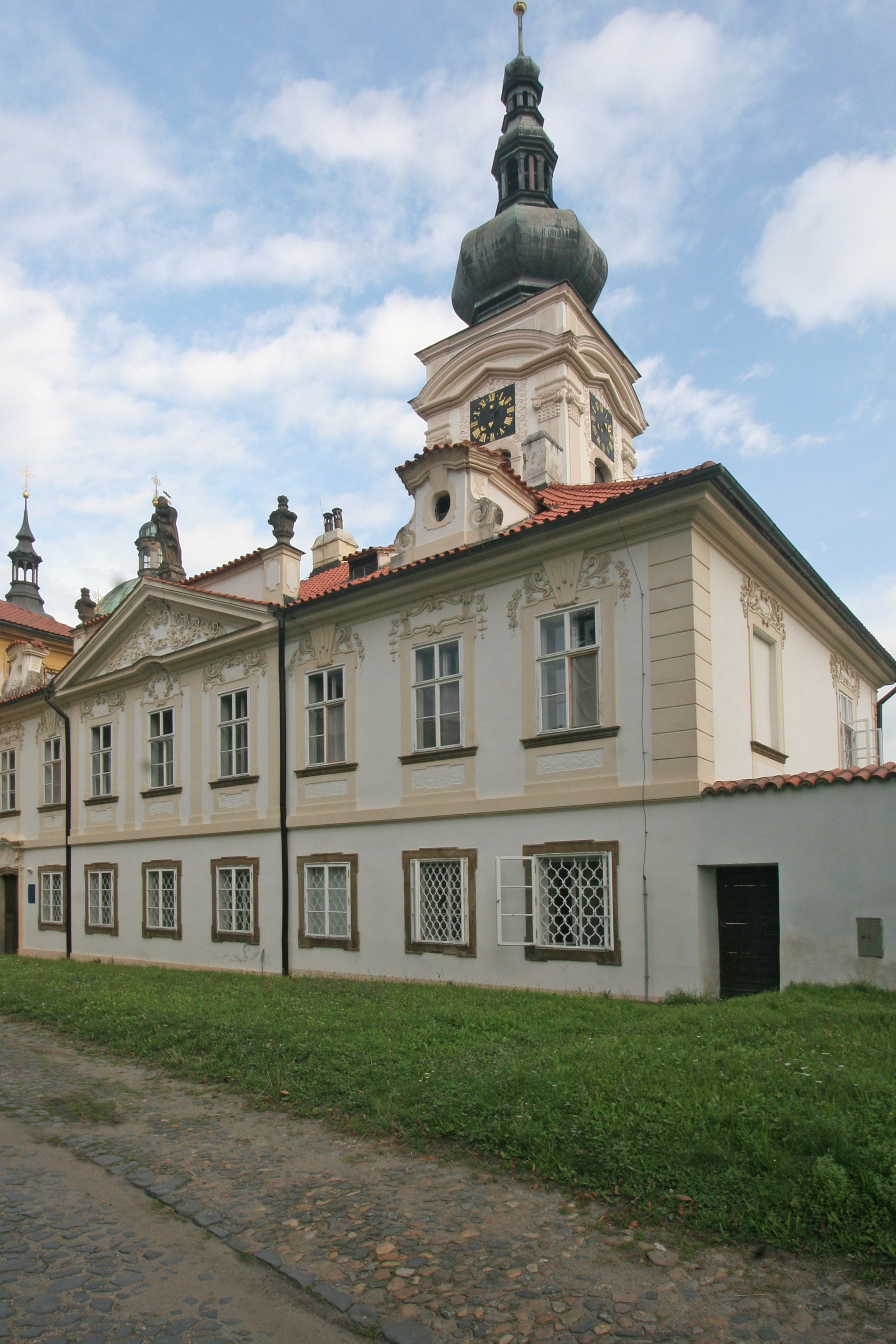
Edificio ripristinato nel complesso

Il monastero di Doksany è un monastero che si trova nel territorio del comune di Doksany nella Repubblica Ceca.
Originariamente era un monastero femminile premonstratense, fondato nel 1144 e costruito in stile romanico. Tra il XVII e il XVIII secolo venne ricostruito in stile barocco.
Nell'anno 1782, nell'ambito delle soppressioni giuseppine, anche questo monastero fu soppresso, e l'edificio fu prima impiegato come ospedale militare e poi venduto all'asta a una famiglia nobile, che lo fece ricostruire nel XIX secolo come castello privato, con stalle e scuderie.  Soltanto la chiesa, divenuta parrocchiale, continuò ad essere officiata dai Premonstratensi del monastero di Strahov.
Durante il regime comunista l'edificio conobbe una fase di profonda decadenza e di rovina.
Dal 2003 una comunità di Canonichesse premostratensi (non appartenenti a nessuna congregazione ma dipendenti direttamente dall'Ordine maschile) si è nuovamente insediata in un settore del complesso.
Edificio principale del monastero è la chiesa della Natività della Beata Vergine Maria, in forme barocche, che conserva ancora una cripta romanica dell'epoca della prima fondazione.